# Thyborøn
Thyborøn is een plaats in de Deense regio Midden-Jutland, gemeente Lemvig, en telt 2337 inwoners (2008).
- Library of Congress Control Number: n80048138
- MusicBrainz: 22a2aecd-ef00-47ca-8605-7bd428baaf90
- Nationale Bibliotheek van Israël: 987007564315105171
- Virtual International Authority File: 131345137